# امبروژیا (ویرجینیای غربی)
امبروژیا، غرب ویرجینیا (به انگلیسی: Ambrosia, West Virginia) یک منطقهٔ مسکونی در ایالات متحده آمریکا است که در ویرجینیای غربی واقع شده‌است.

## خصوصیات
امبروژیا ۱۶۳٫۹۸ متر بالاتر از سطح دریا واقع شده‌است.